# Fraser (nome)
Fraser  è un nome proprio di persona gaelico scozzese e inglese maschile.

## Varianti
- Inglese: Frasier[2][3], Frazer[2][3], Frazier[2][3]
- Scozzese: Frazer[3], Friseal[2]

## Origine e diffusione
Si tratta di una ripresa, già Seicentesca, del cognome scozzese Fraser, dall'origine incerta; secondo alcune fonti si tratterebbe di una variante del più antico cognome Frisell, originariamente un etnico indicante un frisone, mentre secondo altre sarebbe da ricondurre ad un toponimo francese non pervenutoci.
Il clan Fraser, il cui cognome è anticamente attestato anche come Freseliere, storicamente ha dichiarato parentela con una famiglia nobile francese, i de La Frézelière; la somiglianza fonetica tra il cognome Fraser e il termine francese fraisier ("pianta di fragole") ha portato il clan ad adottare la fragola come simbolo araldico, e diverse fonti danno come significato del nome proprio "coltivatore di fragole".
Il nome è particolarmente diffuso in Scozia, mentre è più raro negli altri paesi anglofoni.

## Onomastico
Il nome è adespota. Le persone che portano questo nome possono quindi festeggiare il proprio onomastico il 1º novembre, giorno dedicato alla festa di Ognissanti.

## Persone
- Fraser Aird, calciatore canadese

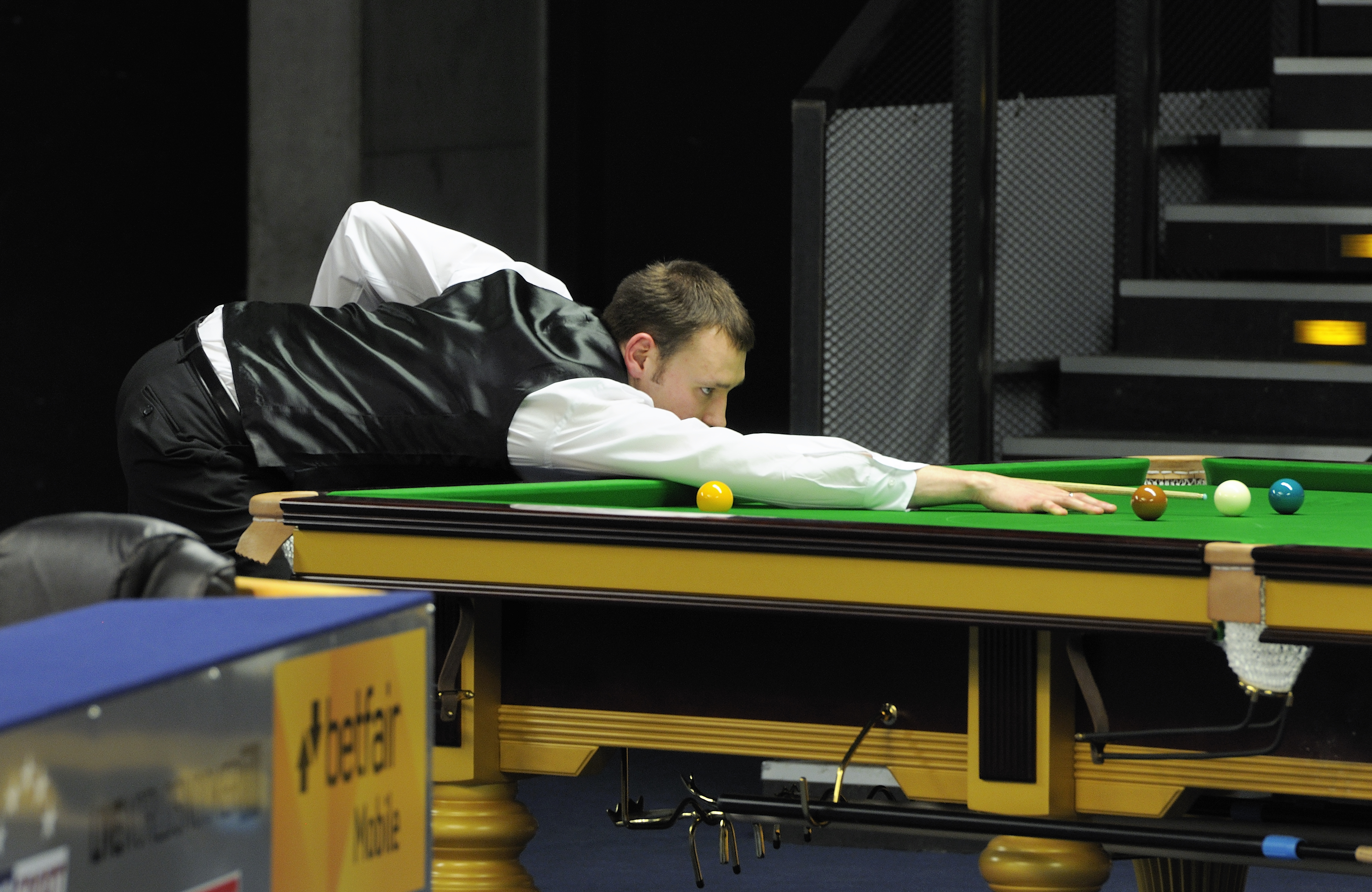
Fraser Patrick

- Fraser Brown, rugbista a 15 britannico
- Fraser Forster, calciatore inglese
- Fraser Fyvie, calciatore scozzese
- Fraser Clarke Heston, regista, sceneggiatore, produttore televisivo e produttore cinematografico statunitense
- Fraser Hornby, calciatore scozzese
- Fraser Patrick, giocatore di snooker scozzese
- Fraser T Smith, produttore discografico, paroliere e musicista britannico
- Fraser Waters, rugbista a 15 sudafricano

### Variante Frazer
- Frazer Hines, attore britannico
- Frazer Irving, fumettista britannico
- Frazer Richardson, calciatore inglese
- Frazer Wright, calciatore scozzese